# 俞濲
俞濲（?—?），字錦泉，號水文，康熙年間泰州四大鄉紳之一。
俞釺之子，家境富裕。官至候選內閣中書。建有漁莊園（今施家灣河西）。工詩詞，通音律，家中蓄有梨園女昆百余人，與孔尚任友好。著有《流香阁诗词》。次子俞梅。